# Stella Étoile Sportive Calais 2010-2011
Questa voce raccoglie le informazioni riguardanti la Stella Étoile Sportive Calais nelle competizioni ufficiali della stagione 2010-2011.

## Organigramma societario
Area direttiva
- Presidente: Jacques Wheatley

Area tecnica
- Allenatore: Badis Oukarache

## Rosa
| N° | Nome                | Ruolo | Data di nascita | Nazionalità sportiva |
| -- | ------------------- | ----- | --------------- | -------------------- |
| 3  | Yamila Nizetich     | S     | 27 gennaio 1989 | Argentina            |
| 4  | Melisa Callo        | S     | 9 marzo 1985    | Argentina            |
| 5  | Adriana Dos Santos  | C     | 24 giugno 1985  | Brasile              |
| 6  | Katherine Whitney   | S     | 20 agosto 1985  | Stati Uniti          |
| 7  | Mallory Steux       | P     | 24 ottobre 1988 | Francia              |
| 8  | Kateřina Smolková   | P     | 22 aprile 1988  | Rep. Ceca            |
| 9  | Sophie Péron        | L     | 11 maggio 1989  | Francia              |
| 11 | Ileana Leyendeker   | C     | 14 ottobre 1986 | Argentina            |
| 13 | Anastasia Koutchouk | C     | 30 gennaio 1995 | Francia              |
| 14 | Mélinda Hennaoui    | S     | 18 marzo 1990   | Algeria              |